# Starksia guadalupae
Starksia guadalupae är en fiskart som beskrevs av Richard H. Rosenblatt och Taylor, 1971. Starksia guadalupae ingår i släktet Starksia och familjen Labrisomidae. Inga underarter finns listade i Catalogue of Life.